# Animación independiente
La animación independiente es un conjunto de cortometrajes y largometrajes animados producidos fuera de la industria de Hollywood. La mayoría del trabajo es visto en festivales de animación, salas privadas y escuelas de animación. 

## Historia

### Estados Unidos

#### Primeros años de la animación independiente
La  historia de la animación es tan antigua como la industria del cine. Animadores independientes han producido cortometrajes innovadores y experimentales desde la era del cine mudo. Una de las primeras películas animadas fue The Adventures of Prince Achmed (Las aventuras del príncipe Achmed), realizada en 1926 por Lotte Reiniger, artista alemana que creó la técnica de animación por silueta usando figuras complejas recortadas y a contraluz. Posteriormente en 1928 realizó el largometraje llamado Dr. Doolittle.

### Éxito de la animación independiente

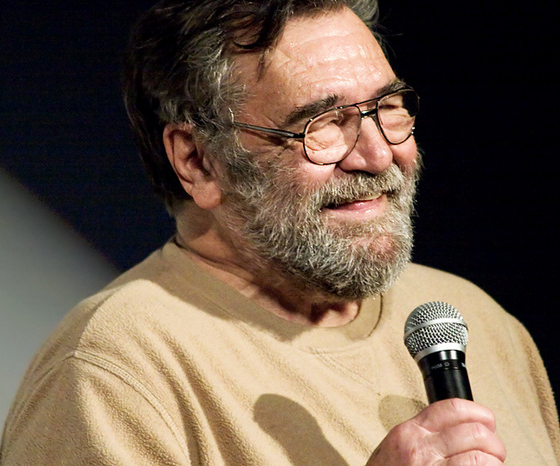
Ralph Bakshi trató de establecer una alternativa a la animación convencional a través de producciones independientes dirigidas a adultos en los años 70.

A finales de 1960, el animador Ralph Bakshi y el productor  Steve Krantz fundaron Bakshi Productions. Mediante la realización de animación por cuenta propia establecieron dicho estudio como una alternativa a la animación convencional, el cual brindaba apoyo a las mujeres animadoras y a sus trabajadores, otorgándoles un salario mayor al que se pagaba en otros estudios de animación. En 1969, Ralph's Spot fue fundado  como una división de Bakshi Productions para producir comerciales para Coca-Cola y Max, the 2000-Year-Old Mouse, una serie educativa de cortometrajes pagada por la Enciclopedia Británica.  Bakshi estaba desinteresado en el tipo de animación que realizaba y quería producir algo personal. Posteriormente desarrolló Heavy Traffic, un cuento de la vida en la calle dentro de la ciudad. Sin embargo, Krantz le dijo a Bakshi que los ejecutivos de los estudios podrían no estar dispuestos a financiar la película por su contenido y su falta de experiencia en el cine. Mientras estaba en la tienda de libros "East Side Book Store" en St. Mark's Place, encontró una copia del libro Fritz the Cat (El gato Fritz) de R. Crumb. Impresionado por la ingeniosa sátira de Crumb, compró el libro y le comentó a Krantz que podría funcionar como película.
Fritz the Cat fue la primera película animada en recibir un X rating (calificación sólo para adultos) de MPAA y pasó a ser la película de animación más taquillera de todos los tiempos. Bakshi simultáneamente dirigió otras películas animadas, empezando con Heavy Traffic. Además, se convirtió en la primera persona en la industria de la animación desde Walt Disney en tener consecutivamente dos películas con éxito financiero.
Varios cortometrajes de animación independiente son desconocidos y pocas veces vistos fuera del "cine de arte". Colecciones de películas independientes han sido recolectadas para una visión teatral y lanzamientos de video, bajo títulos como  International Tournee of Animation (el cual existió entre 1966 y finales de los años 90), Spike and Mike's Classic Festival of Animation (1977 a 1990) y Spike and Mike's Sick and Twisted Festival of Animation desde 1990. Animadores independientes contemporáneos, entre los que destacan Paul Fierlinger, Bill Plympton y Nina Paley, también han realizado trabajos fuera de un estudio profesional.

#### Animación independiente posterior
El aumento del Internet entre los años de 1990 y el 2000 generó un crecimiento exponencial en la producción de la animación independiente. El poder de la Computadora personal incrementó a tal punto que se volvió posible que una sola persona realizara dibujos animados en casa, usando programas como Flash y los distribuyera en la World Wide Web.  Independientemente a la producción de dibujos, un gran número de historietas cortas florecieron en Internet.
A finales de los años 90, un cortometraje animado independiente llamado  The Spirit of Christmas fue producido con un presupuesto menor de 2000 dólares, por dos artistas, Matt Stone y Trey Parker. Esta película fue ampliamente distribuida en Internet como una caricatura pirata y su fenomenal popularidad dio lugar a la popular serie animada South Park.
Continuando con el éxito de la animación independiente ocurrido en el año 2000, los cortometrajes animados, como Making Fiends,  ganaron suficiente apoyo para ser convertidos completamente en una serie de televisión, transmitidos en Nicktoons Network y Big TV, respectivamente.
A finales del año 2000, YouTube tuvo la idea de distribuir videos en línea, largometrajes, videos de música, comerciales, trailers, contenido de animación original y exclusivas de la web (la cual, de otra manera no podría tener posibilidad de ser visto al aire debido a su alto costo en televisión). Un ejemplo es The Annoying Orange, la cual empezó como una serie cómica viral de pseudo  animación CGI en YouTube, rápidamente ganó seguidores y 100 millones de vistas online, y actualmente es un fenómeno viral debido a su éxito en la transición del Internet a la televisión. Actualmente, series de animación independiente son transmitidas en Cartoon Network como programación promocionada.

### Animación independiente fuera de Estados Unidos

#### Canadá
La National Film Board of Canada (NFB) empezó su producción de animación cuando Norman McLaren entró a la organización en 1941. La NFB probó ser una organización que podría dar a Canadá presencia en el mundo del cine. El departamento de animación eventualmente obtuvo distinción, particularmente con el trabajo vanguardista de McLaren, un reconocido cinematógrafo experimental. Esta asociación fue pionera en diferentes técnicas innovadoras, como la animación tipo pinscreen (animación de pantalla de agujas), pero la mayoría de los Óscares y otros premios fueron dados a películas con animación tradicional.
El Óscar de McLaren por Neighbours popularizó el movimiento del personaje referido a la pixilación (pixillation), una variante de la técnica stop motion. Este término fue creado por el animador de la NFB Grant Munro en una película experimental con el mismo nombre.

#### Reino Unido
El British Film Institute (BFI) creó alrededor de 30 piezas de animación experimental entre los años 50 y mediados de los 90. Otro importante contribuyente en la animación experimental en Reino Unido fue Channel 4, el cual obtuvo reputación internacional como uno de los más aventureros transmisores de animación.